# رينو ليم
رينو ليم هو سياسي فلبيني، ولد في 19 أبريل 1960. حزبياً، نشط في تحالف الشعب الوطني ‏. وقد انتخب عضو مجلس النواب في الفلبين.